# Dimitrios Domazos
Dimitris Domazos (en grec : Δημήτρης Δομάζος / Dimítris Domázos), dit Mímis Domázos (Μίμης Δομάζος), né le 22 janvier 1942 et mort le 24 janvier 2025 à Néo Faliro (Le Pirée), est un footballeur grec, qui évolue au poste de milieu de terrain offensif.
L'essentiel de sa carrière se déroule au Panathinaïkós (502 matches joués et 134 buts). Il est considéré par beaucoup comme le meilleur joueur grec de tous les temps[réf. nécessaire].

## Biographie

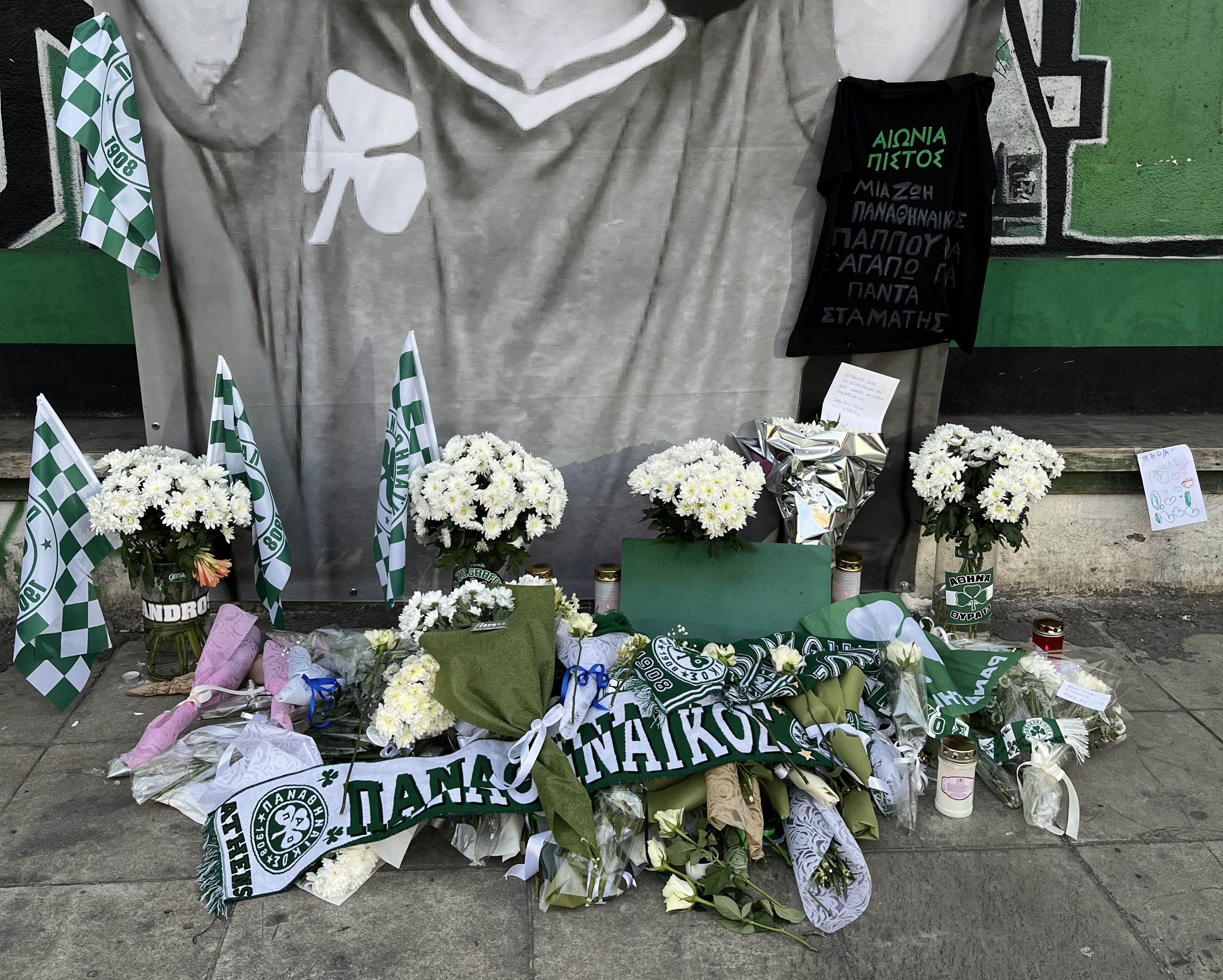
Chapelle ardente en la mémoire de Mímis Domázos, devant le stade Apóstolos Nikolaḯdis, antre du Panathinaïkós FC.

Mimis Domazos commence sa carrière dans le club athénien d'Amyna Ampelokipon. Il est transféré lors de l'été 1959 au Panathinaïkos, pour la somme de 9 000 drachmes.
Le « général » fait ses débuts au Panathinaïkos à l'âge de 17 ans, et devient rapidement un leader indiscutable. En 1971, il fait partie de l'équipe du Panathinaïkos qui atteint la finale de la coupe des clubs champions, perdue contre l'Ajax Amsterdam. Il effectue toute sa carrière avec le Panathinaïkos, excepté un bref passage en fin de carrière à l'AEK en 1980.
En 1976, il devient le premier président de l'association Grecque des joueurs de football en 1976.
Il a obtenu 51 sélections en équipe de Grèce (4 buts) mais n'a jamais participé à une phase finale de coupe du monde ou de championnat d'Europe des nations car l'équipe grecque des années 1960-1970 n'était pas très performante. Il fait ses débuts internationaux le 2 décembre 1959, face au Danemark (1-3).
Le 1er mai 1967, il épouse la chanteuse grecque Vicky Moscholiou avec laquelle il a eu deux enfants. Le couple finira par divorcer quelques années plus tard.
Le 13 août 2004, il est l'un des derniers relayeurs de la flamme olympique lors de la cérémonie d'ouverture des Jeux olympiques d'Athènes.

## Carrière
- 1959-1978 : Panathinaïkos
- 1978-1980 : AEK Athènes
- 1980 : Panathinaïkos

## Palmarès
- 10 championnats de Grèce : 1960, 1961, 1962, 1964, 1965, 1969, 1970, 1972, 1977, 1979
- 3 coupes de Grèce : 1967, 1969, 1977